# カイトリン・シェイブ
カイトリン・シェイブ（Kaitlin Shave、2001年1月29日 - ）は、オーストラリアの女子ラグビー選手。ケイトリン・シェイブと表記されることもある。

## プロフィール
- オーストラリア、サウス・ブリスベン出身[1]。
- ポジションはナンバーエイト(No8)。
- 身長 175cm、体重 73kg

## 略歴
2023年、東京山九フェニックスに加入。
2024年、パリ五輪の7人制女子オーストラリア代表に選ばれた。